# Manchester United F.C. mùa bóng 1929–30
Mùa giải 1929-30 là mùa giải thứ 34 của Manchester United F.C. ở The Football League.

## Giải bóng đá hạng nhất Anh
| Thời gian            | Đối thủ             | H/A | Tỷ số Bt-Bb | Cầu thủ ghi bàn                      | Số lượng khán giả |
| -------------------- | ------------------- | --- | ----------- | ------------------------------------ | ----------------- |
| 31 tháng 8 năm 1929  | Newcastle United    | A   | 1 – 4       | Spence                               | 43,489            |
| 2 tháng 9 năm 1929   | Leicester City      | A   | 1 – 4       | Rowley                               | 20,490            |
| 7 tháng 9 năm 1929   | Blackburn Rovers    | H   | 1 – 0       | Mann                                 | 22,362            |
| 11 tháng 9 năm 1929  | Leicester City      | H   | 2 – 1       | Ball, Spence                         | 16,445            |
| 14 tháng 9 năm 1929  | Middlesbrough       | A   | 3 – 2       | Rawlings (3)                         | 26,428            |
| 21 tháng 9 năm 1929  | Liverpool           | H   | 1 – 2       | Spence                               | 20,788            |
| 28 tháng 9 năm 1929  | West Ham United     | A   | 1 – 2       | Hanson                               | 20,695            |
| 5 tháng 10 năm 1929  | Manchester City     | H   | 1 – 3       | Thomas                               | 57,201            |
| 7 tháng 10 năm 1929  | Sheffield United    | A   | 1 – 3       | Boyle                                | 7,987             |
| 12 tháng 10 năm 1929 | Grimsby Town        | H   | 2 – 5       | Ball, Rowley                         | 21,494            |
| 19 tháng 10 năm 1929 | Portsmouth          | A   | 0 – 3       |                                      | 18,070            |
| 26 tháng 10 năm 1929 | Arsenal             | H   | 1 – 0       | Ball                                 | 12,662            |
| 2 tháng 11 năm 1929  | Aston Villa         | A   | 0 – 1       |                                      | 24,292            |
| 9 tháng 11 năm 1929  | Derby County        | H   | 3 – 2       | Ball, Hanson, Rowley                 | 15,174            |
| 16 tháng 11 năm 1929 | Sheffield Wednesday | A   | 2 – 7       | Ball, Hanson                         | 14,264            |
| 23 tháng 11 năm 1929 | Burnley             | H   | 1 – 0       | Rowley                               | 9,060             |
| 30 tháng 11 năm 1929 | Sunderland          | A   | 4 – 2       | Spence (2), Ball, Hanson             | 11,508            |
| 7 tháng 12 năm 1929  | Bolton Wanderers    | H   | 1 – 1       | Ball                                 | 5,656             |
| 14 tháng 12 năm 1929 | Everton             | A   | 0 – 0       |                                      | 18,182            |
| 21 tháng 12 năm 1929 | Leeds United        | H   | 3 – 1       | Ball (2), Hanson                     | 15,054            |
| 25 tháng 12 năm 1929 | Birmingham          | H   | 0 – 0       |                                      | 18,626            |
| 26 tháng 12 năm 1929 | Birmingham          | A   | 1 – 0       | Rowley                               | 35,682            |
| 28 tháng 12 năm 1929 | Newcastle United    | H   | 5 – 0       | Boyle (2), McLachlan, Rowley, Spence | 14,862            |
| 4 tháng 1 năm 1930   | Blackburn Rovers    | A   | 4 – 5       | Boyle (2), Ball, Rowley              | 23,923            |
| 18 tháng 1 năm 1930  | Middlesbrough       | H   | 0 – 3       |                                      | 21,028            |
| 25 tháng 1 năm 1930  | Liverpool           | A   | 0 – 1       |                                      | 28,592            |
| 1 tháng 2 năm 1930   | West Ham United     | H   | 4 – 2       | Spence (4)                           | 15,424            |
| 8 tháng 2 năm 1930   | Manchester City     | A   | 1 – 0       | Reid                                 | 64,472            |
| 15 tháng 2 năm 1930  | Grimsby Town        | A   | 2 – 2       | Reid, Rowley                         | 9,337             |
| 22 tháng 2 năm 1930  | Portsmouth          | H   | 3 – 0       | Reid (2), Boyle                      | 17,317            |
| 1 tháng 3 năm 1930   | Bolton Wanderers    | A   | 1 – 4       | Reid                                 | 17,714            |
| 8 tháng 3 năm 1930   | Aston Villa         | H   | 2 – 3       | McLachlan, Warburton                 | 25,407            |
| 12 tháng 3 năm 1930  | Arsenal             | A   | 2 – 4       | Ball, Wilson                         | 18,082            |
| 15 tháng 3 năm 1930  | Derby County        | A   | 1 – 1       | Rowley                               | 9,102             |
| 29 tháng 3 năm 1930  | Burnley             | A   | 0 – 4       |                                      | 11,659            |
| 5 tháng 4 năm 1930   | Sunderland          | H   | 2 – 1       | McLenahan (2)                        | 13,230            |
| 14 tháng 4 năm 1930  | Sheffield Wednesday | H   | 2 – 2       | McLenahan, Rowley                    | 12,806            |
| 18 tháng 4 năm 1930  | Huddersfield Town   | H   | 1 – 0       | McLenahan                            | 26,496            |
| 19 tháng 4 năm 1930  | Everton             | H   | 3 – 3       | McLenahan, Rowley, Spence            | 13,320            |
| 22 tháng 4 năm 1930  | Huddersfield Town   | A   | 2 – 2       | Hilditch, McLenahan                  | 20,716            |
| 26 tháng 4 năm 1930  | Leeds United        | A   | 1 – 3       | Spence                               | 10,596            |
| 3 tháng 5 năm 1930   | Sheffield United    | H   | 1 – 5       | Rowley                               | 15,268            |

| #  | Câu lạc bộ        | Tr | T  | H | B  | Bt | Bb | Hs  | Điểm |
| -- | ----------------- | -- | -- | - | -- | -- | -- | --- | ---- |
| 16 | Middlesbrough     | 42 | 16 | 6 | 20 | 82 | 84 | –2  | 38   |
| 17 | Manchester United | 42 | 15 | 8 | 19 | 67 | 88 | –21 | 38   |
| 18 | Grimsby Town      | 42 | 15 | 7 | 20 | 73 | 89 | –16 | 37   |

## FA Cup
| Thời gian           | Vòng đấu | Đối thủ      | H/A | Tỷ số Bt-Bb | Cầu thủ ghi bàn | Số lượng khán giả |
| ------------------- | -------- | ------------ | --- | ----------- | --------------- | ----------------- |
| 11 tháng 1 năm 1930 | Vòng 3   | Swindon Town | H   | 0 – 2       |                 | 33,226            |